# Радянська Молдавія: коротка енциклопедія
«Радянська Молдавія: коротка енциклопедія» (рос. Советская Молдавия: краткая энциклопедия) — енциклопедія російською мовою видана у 1982 році Головною редакцією Молдавської радянської енциклопедії накладом 30 000 примірників; надрукована Центральною типографією міста Кишинева. Книга містить 712 сторінок, 5 300 статей; в тексті 50 карт, 1339 ілюстрацій. Створена на основі 8-ми томної Молдавської радянської енциклопедії (1970—1981). Вся статистична інформація приведена станом на 1980 рік. Роздрібна ціна становила 10 радянських карбованців. Спеціально для видання вперше в Молдавіській РСР використаний спеціальний шрифт.
Керівництво головної редакції: Й. К. Вартичан (головний редактор), О. І. Чобу (заступник головного редактора), В. К. Кочієру (відповідальний секретар), К. М. Чеканський (заступник головного секретаря по виробництву).

## Зміст
Енциклопедія дає широку інформацію про Молдову з стародавніх часів до початку 1980-х років. Значна кількість статей присвячена розвитку Молдавської РСР. Статті розташовані в алфавітному порядку і присвячені природі, історії, суспільно-політичному життю, економіці, охороні здоров'я, фізичній культурі і спорту, народній освіті, друку, телебаченню, радіомовленню, видавничій справі, науці, техніці, літературі, архітектурі, образотворчому мистецтву, музиці, театру і кіно республіки.
Книга також містить статті про всі райони, міста, селища міського типу, села, крупні промислові і сільськогосподарські підприємтва, річки, водосховища, пам'ятники природи, вищі і середні спеціальні навчальні заклади, науково-дослідницькі установи, творчі спілки, театри, музеї та інше. Понад 1 500 статей присвячені учасникам Жовтневої революції, учасникам боротьби за радянську владу у Молдові, учасникам комуністичного підпілля, Героям Радянського Союзу, що народилися на території Молдови і отримали це звання в боях при звільненні республіки від німецько-румунської окупації, партійним і державним діячам радянської Молдавії, передовикам виробництва, видним вченим, діячам мистецтва, спортцменам та іншим.
Багато статей супроводжуються таблицями, що містять додаткову інформацію, забеспечені бібліографією, широко застосована система посиланнь.

## Авторський колектив
Енциклопедія є колективною працею. У її створенні брали участь науковці Академії наук Молдавської РСР, Інституту історії партії при ЦК Компартії Молдавії, інших науково-дослідних закладів, вищих навчальних закладів, діячі літератури і мистецтва, працівники партійних і державних органів, громадських організацій, спеціалісти різних галузей народного господарства і культури, журналісти та інші.